# Анциферов, Михаил Сергеевич
Михаи́л Серге́евич Анци́феров (20 апреля [3 мая] 1911, Санкт-Петербург — 1986, Москва) — советский учёный-геофизик, доктор технических наук, профессор, основоположник сейсмоакустического прогноза внезапных выбросов угля и газа в угольных шахтах по акустической эмиссии горного массива.

## Биография
Родился 20 апреля 1911 года в Санкт-Петербурге.
В 1934 году окончил Московский государственный университет, получив квалификацию научного работника 2-го разряда и преподавателя высших учебных заведений, техникумов и старших классов средней школы.
С 1934 по 1941 год работал в Физическом институте Академии наук СССР (ныне — Физический институт имени П. Н. Лебедева РАН), затем — начальником лаборатории в Центральном научно-исследовательском институте № 45 судостроительной промышленности.
В 1956 году по приглашению академика А. А. Скочинского перешёл на работу в Институт горного дела (ныне — ИГД им. академика А. А. Скочинского) на должность старшего научного сотрудника и заведующего лабораторией геофизических методов прогноза внезапных выбросов угля и газа.
Умер в 1986 году в Москве.

## Научный вклад
Установил закономерность влияния периодических изменений горного давления, в том числе вызванных посадками основной кровли, на сейсмоакустическую активность горного массива и её связь с формированием выбросоопасности краевой части угольного пласта в очистном забое.
Определил критерии прогнозирования опасных газодинамических явлений в очистных забоях по уровню шумности (акустической эмиссии) горного массива.
На этой основе разработал «Корреляционную методику прогноза опасности динамических явлений по периодическим составляющим сейсмоакустического режима».
Под руководством М. С. Анциферова была создана первая отечественная звукоулавливающая аппаратура во взрывобезопасном исполнении для угольных шахт (ЗУА-3, ЗУА-4, ЗУА-5).
С 1968 года разработанный М. С. Анциферовым сейсмоакустический способ прогноза выбросоопасности внедрён и широко применялся на многих угольных шахтах Донбасса и других угольных бассейнов СССР.
Автор более 25 монографий и публикаций, пользовавшихся широкой известностью в научных кругах СССР и за рубежом, а также ряда авторских свидетельств на изобретения.

## Награды и премии
- орден «Знак Почёта» (27.03.1954)
- знак «Шахтёрская слава» III степени
- Серебряная медаль ВДНХ СССР (09.05.1963) — за разработку конструкции и внедрение в промышленность сейсмоакустической аппаратуры типа ЗУА-2
- Серебряная медаль ВДНХ СССР (14.10.1975) — за разработку технико-экономических требований по созданию сейсмоакустической аппаратуры ЗУА-4М, технической документации на серийный выпуск аппаратуры для регистрации сейсмоакустических явлений в шахтах
- Премия имени академика А. А. Скочинского (1977)